# Karagöztheater

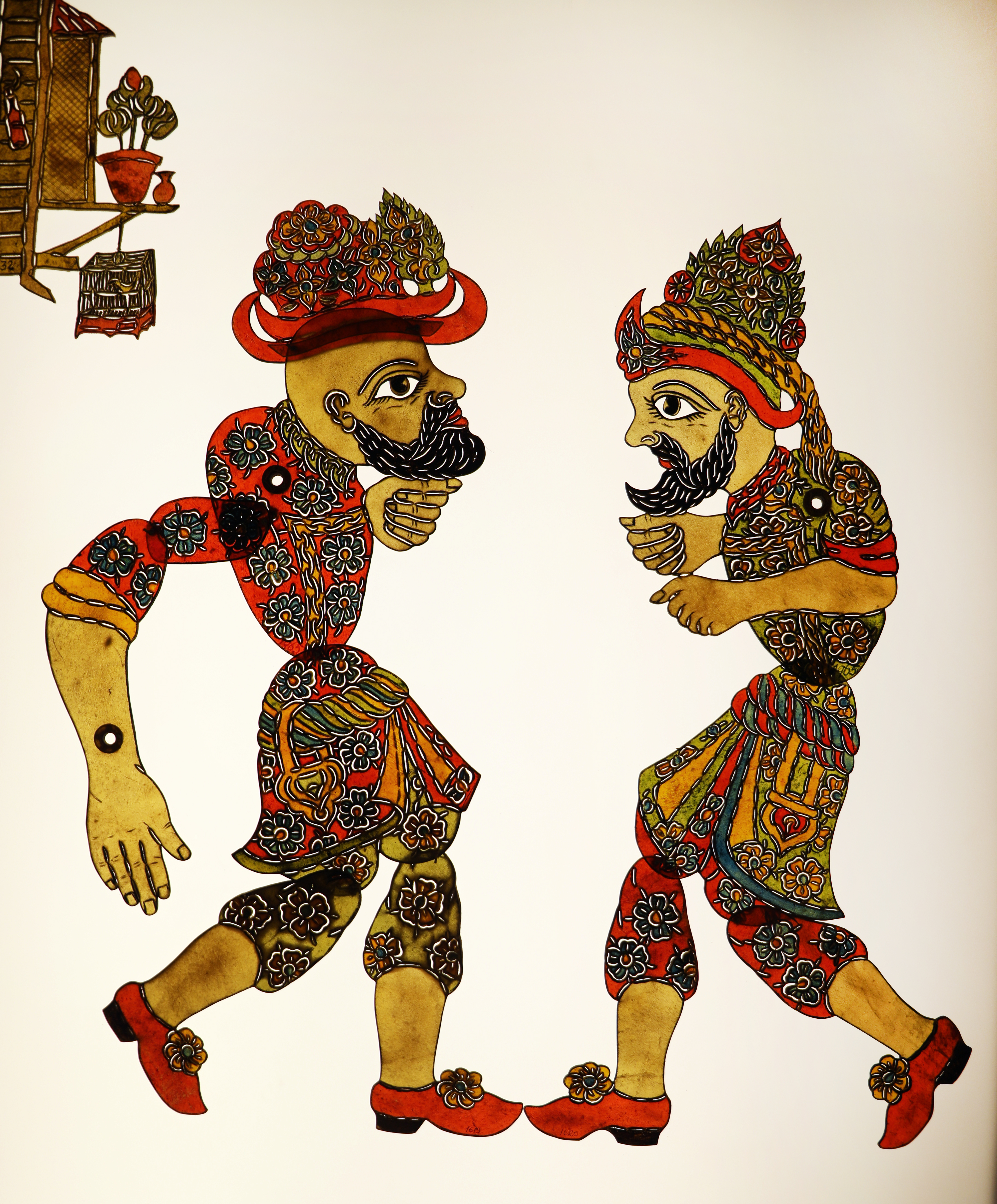
Karagöz (links) und Hacivat

Karagöz (türkisch „Schwarzauge“ nach der Hauptfigur) ist die Bezeichnung für das türkische Schattenspiel, bei dem eine Figur aus farbiger Tierhaut (tasvir) hinter einem weißen Vorhang bei starkem Gegenlicht hin und her bewegt wird.
Im Unterschied zum eher harmlosen deutschen Kasperletheater waren die Karagöz-Stücke stark satirisch, verspotteten hemmungslos Glauben und Obrigkeit und waren bis ins 19. Jahrhundert ausgesprochen derb, mit zahlreichen sexuellen Anspielungen und Zoten, was europäische Reisende einigermaßen schockierte.

## Figuren
Karagöz ist ein lebensfroher, einfacher, aber witzig-gerissener Mann aus dem Volk. Er ist eine ungehobelte, sinnenfreudige Figur, die aus Geldmangel häufig Aufgaben übernehmen muss, denen sie nicht gewachsen ist (z. B. Briefeschreiben für andere). Er ist ewig auf der Suche nach sexuellen Kontakten (meist vergeblich) und bei dieser Suche nicht wählerisch (Hacivat: „War sie hübsch?“ Karagöz: „Ehrlich gesagt, ich habe sie gar nicht richtig gesehen. Aber was soll’s? Es ist eine Frau.“). Er kommt regelmäßig in Schwierigkeiten, wenn er sich von seinem Nachbarn Hacivat für dessen windige Geschäfte einspannen lässt.
Hacivat, der Nachbar von Karagöz, ist ein halbwegs wohlhabender Vertreter des Istanbuler Bürgertums, der sich durch gehobene Floskeln einen Anschein von Bildung gibt. Im Großen Wörterbuch für Türkisch des Türk Dil Kurumu (Institut für die türkische Sprache) wird er folgendermaßen beschrieben:

„Hacivat verträgt sich mit jedem und verfolgt so seine Interessen, er ist maßvoll und kann in alle Rollen schlüpfen. Er ist jemand, der, wenn es für seine eigenen Interessen von Vorteil ist, auch mal ein Auge zudrückt. Da er ein wenig Schulbildung besitzt, weiß er von allem zumindest etwas und ist somit ein Halbintellektueller. Er hält sich an die gesellschaftlichen Verhaltensregeln, jedoch nicht aus Überzeugung. Hacivat übt jeden Beruf für Geld aus, angefangen vom Muhtar (Dorfvorsteher) bis zum Ehevermittler (Çöpçatan). Er versteht etwas vom Handeln und strengt sich beim Geldverdienen nicht an. Harte Arbeiten lässt er Karagöz für einen geringen Lohn verrichten. Hacivat verkörpert meistens die Rolle des Arbeitgebers und ist somit der Vertreter der gesellschaftlichen Ordnung. Vom Charakter her ist er ein Opportunist. Hacivat liebt es, sich geschwollen und in osmanischer Hochsprache auszudrücken. Diese Art von Konversation ist in seinem Interesse, wenn die Dinge komplizierter werden und er einige unverständliche osmanische Begriffe in das Gespräch einbringt und somit seinen Hals aus der Schlinge rettet.“

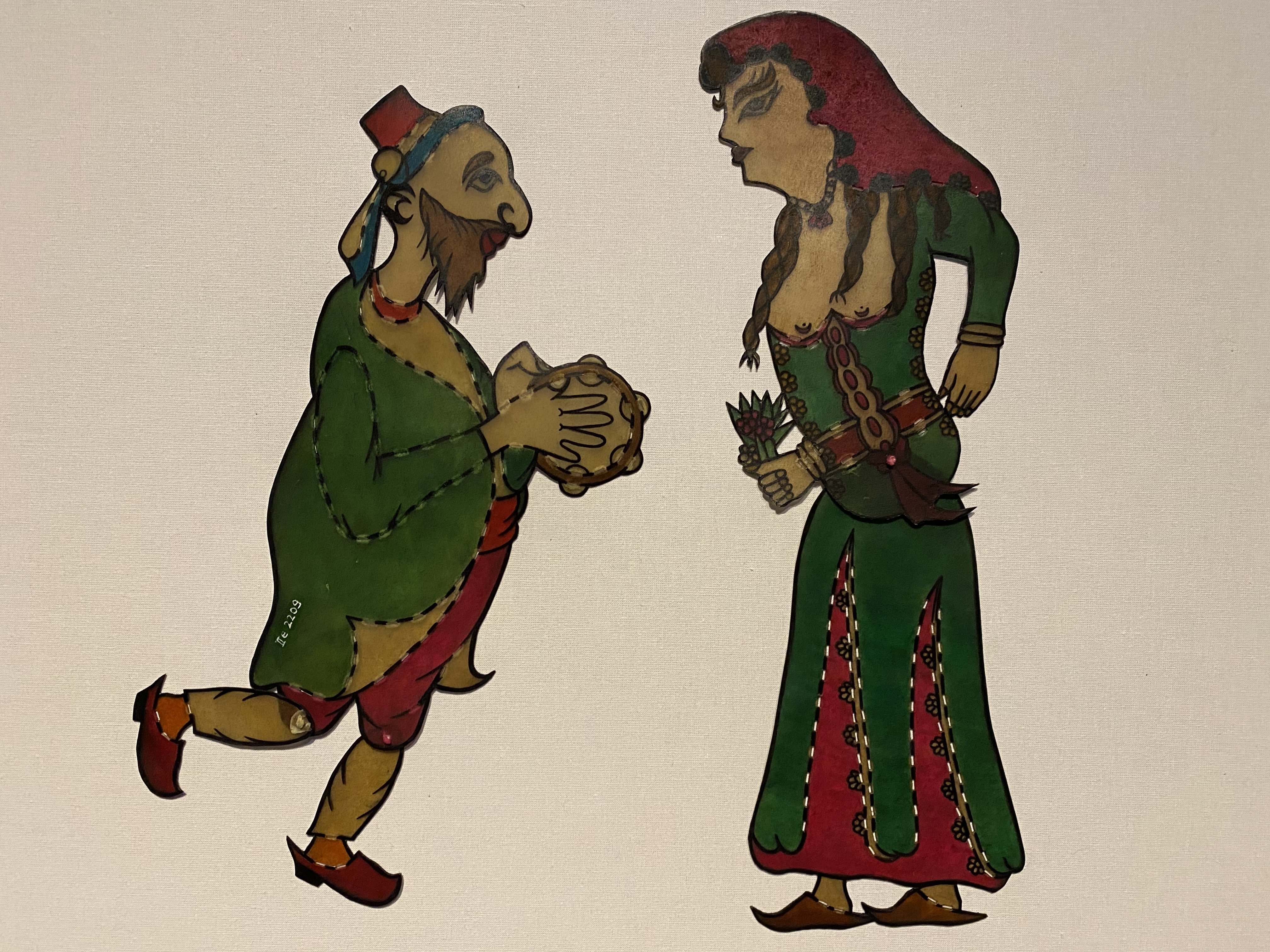
Zenne mit Musiker

Eine weitere regelmäßig auftretende Figur ist Zenne („Frau“), meist eine freizügig gekleidete Dame, neu in der Nachbarschaft und Gegenstand des erotischen Interesses von Karagöz und Hacivat.
Neben diesen Hauptfiguren treten im Karagöztheater weitere Charaktere auf. Bei diesen handelt es sich um Repräsentanten der Istanbuler Gesellschaft und der verschiedenen religiösen und ethnischen Gruppen des Osmanischen Reiches, aber auch um Randgruppenvertreter sowie Fabelwesen. Je gegensätzlicher die dargestellten Charaktere der einzelnen Figuren sind, desto mehr Möglichkeiten ergeben sich im Schattenspiel für Komik, Ironie und Satire. Mitunter auch als eine sozialkritisch geprägte Theatergattung ist das Schattenspiel ein Spiegel der spätosmanischen Gesellschaft. Vor allem auf der Ebene der sprachlichen Kommunikation wird der multikulturelle Kontext thematisiert.
Weitere Figuren:

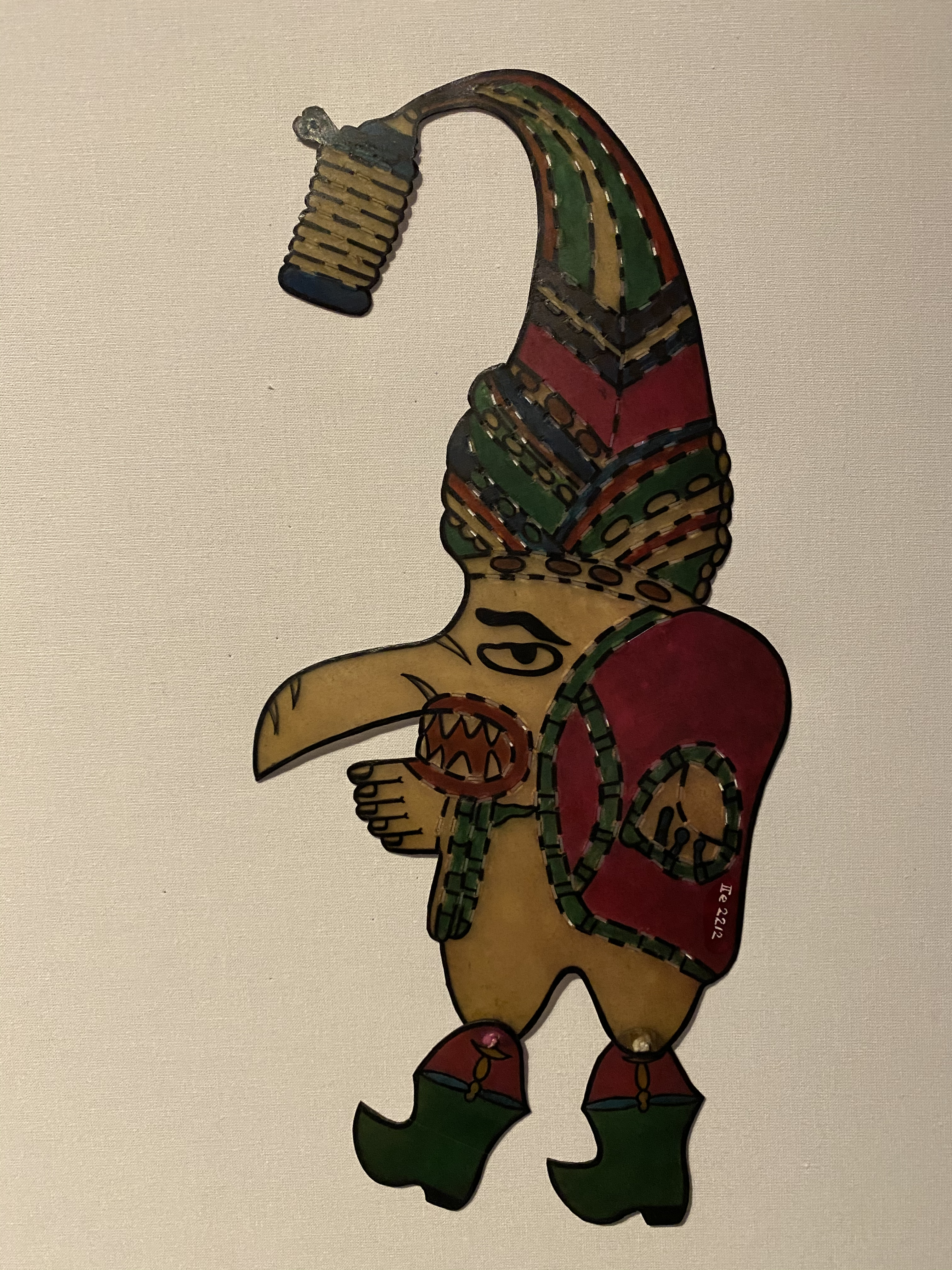
Beberuhi, der Bucklige

- weibliche Charaktere: Kanlı Nigar, Salkım İnci, Ehefrau von Karagöz, Tochter Hacivats; Canan (die Geliebte)
- weitere männliche Charaktere: Çelebi (ein Dandy, gebildet und gepflegt), Tiryaki (ein Süchtiger), Matiz (ein Betrunkener), Sarhoş (ein Säufer), Casus (Spion und Schnüffler), Tuzsuz Deli Bekir (ein Wachmann), Beberuhi (ein Buckliger), Kekeme (ein Stotterer), Satıcılar (ein Verkäufer)
- Anatolier: Laz (der Lase), Bolulu (aus Bolu), Kayserili (aus Kayseri), Kürt (Kurde) und Kastamonulu (aus Kastamonu).
- Charaktere außerhalb Anatoliens: Arnavut (Albaner), Arap (Araber) und Acem (Iraner) …
- Nichtmuslime: Rum (Grieche), Ermeni (Armenier) und Yahudi (Jude) …
- Schauspieler und Künstler: Köçek (effeminierter Tanzjunge), Çengi (Spielerin der Harfe çeng), Cambaz (Seiltänzer) und Hokkabaz (Zauberkünstler)
- Geisterwesen: Cinler (Dschinns)

## Struktur und Technik

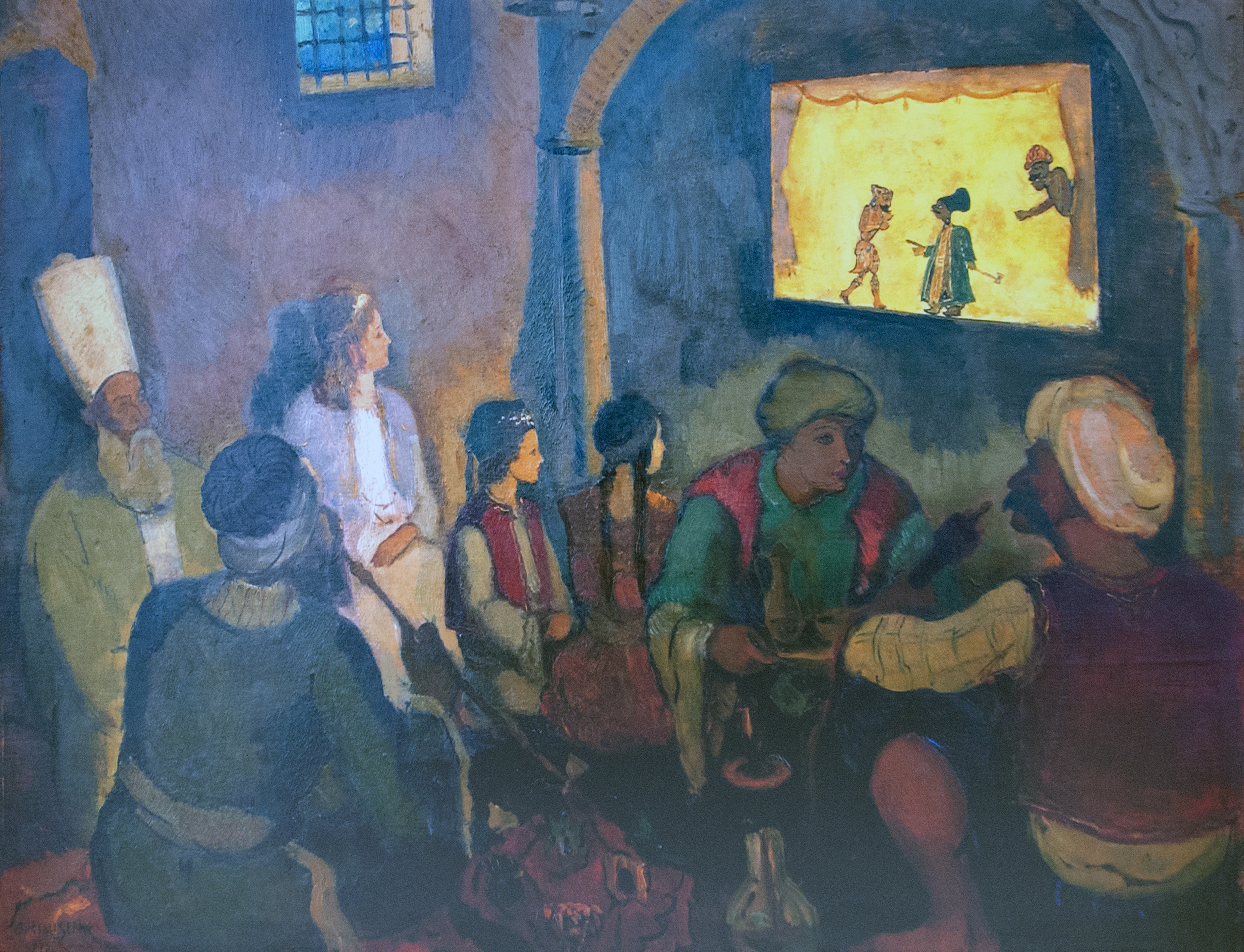
Karagöz-Vorstellung (Karagöz-Museum in Bursa)

Traditionell wurde das Schattenspiel während des Fastenmonats Ramadan und bei Beschneidungsfesten aufgeführt. Die Aufführungen fanden in Kaffeehäusern, in Privatwohnungen wohlhabender Bürger, aber auch am Sultanshof statt. Karagözspieler (karagözcü, hayyâlbâz) boten früher für jeden Tag im Ramadan dem Publikum ein anderes Stück dar und spielten somit 30 unterschiedliche Stücke, wobei teilweise improvisiert wurde. Erst ab dem 19. Jahrhundert sind schriftliche Fassungen überliefert. Zur Überlieferung gehören vor allem die von Hellmut Ritter übersetzten Texte und die Sammlung von Cevdet Kudret.
Ein Karagöz-Stück besteht traditionell aus einer Einleitung (giriş), zu der eine von Hacivat vorgetragene mystisch-prätentiöse Ghazel (perde gazeli) gehört, einem Dialog (muhavere), der Haupthandlung (fasıl) und einem Epilog (bitiş). Die Stücke stehen in keiner Beziehung zueinander. Die Spielszene (göstermelik) ist meist der Platz vor den Häusern der Protagonisten Karagöz und Hacivat zu beiden Seiten, sinnbildlich für die Istanbuler Nachbarschaft (mahalle). Die Spielfiguren bestehen aus gefärbtem, durchscheinendem Rinder- oder Kamelleder, sind in sich beweglich und meist 20–40 Zentimeter hoch. Sie werden gegen ein mit Öllampen oder Kerzen erleuchtetes Gewebe gedrückt und mit einem oder zwei Stöcken bewegt, wobei die Stöcke senkrecht zur Leinwand gehalten werden, sodass ihr Schatten möglichst wenig zu sehen ist.
Die Schattenspielfiguren werden meist von einem einzigen Karagözspieler geführt. Er spricht die Stimmen der verschiedenen Figuren, singt auch Lieder und sorgt für Begleitgeräusche. Zu einer vollständigen Schattenspielgruppe gehören noch zwei Musikanten, die Rahmentrommel mit Schellen (daire) und Flöte spielen. Die Begleitmusik im Karagöztheater lässt sich nicht eindeutig der klassischen osmanischen Kunst- und Volksmusik zuordnen. Die verschiedenen Akzente werden mit Liedern eingeführt, die typisch für bestimmte Regionen sind.

## Ursprung

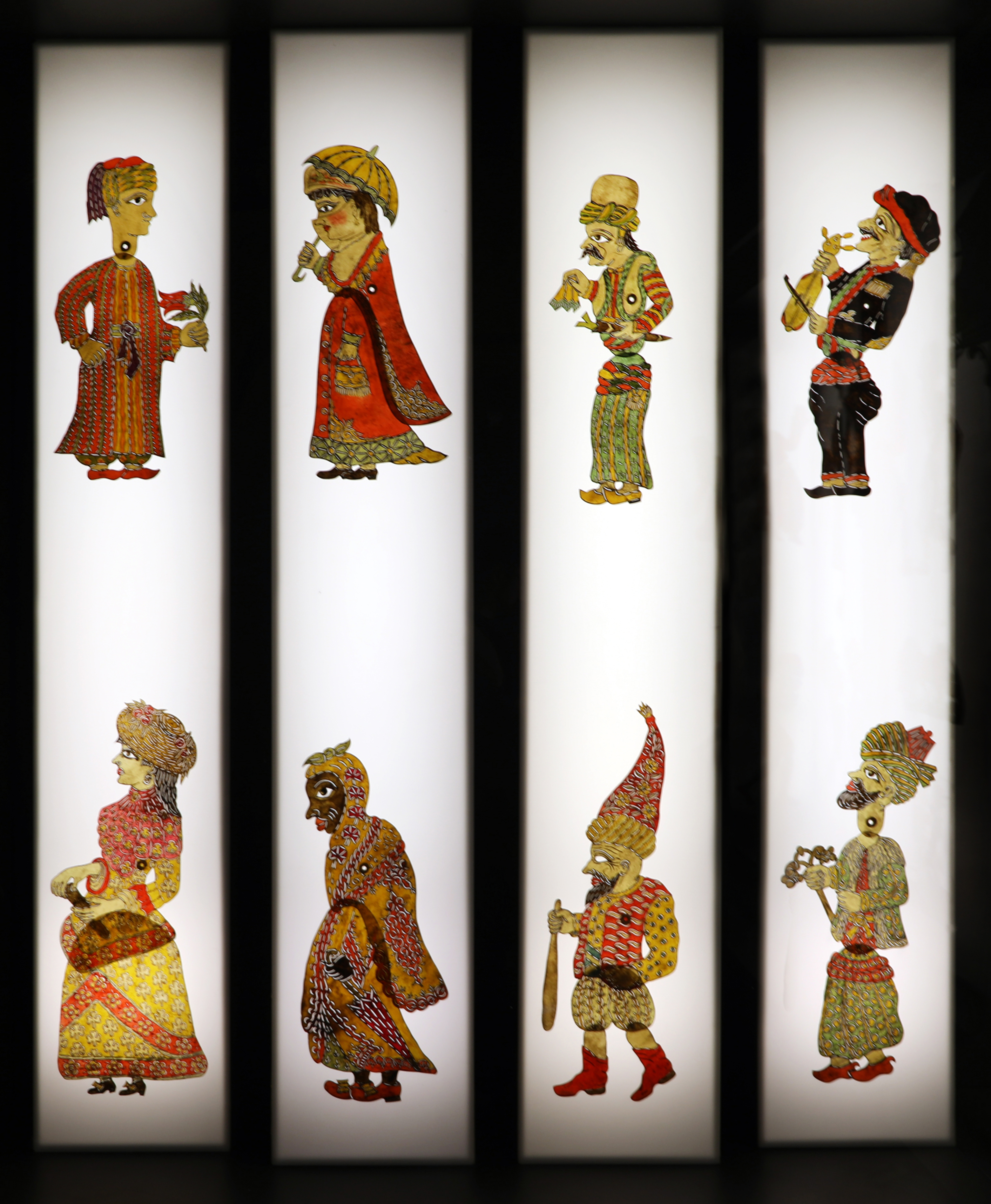
Charakter

Karagöz steht mit anderen asiatischen Schattenspieltraditionen bis hin zum chinesischen Schattentheater in Verbindung. Mit dem Wayang Kulit in Indonesien, dem Nang Yai in Thailand, dem Tolubommalata in Südindien und anderen Puppenspielen teilt das Karagöz in die Handlung eingebaute sexuelle Anzüglichkeiten und den politischen Humor, verbunden mit Kritik an den Herrschenden, der für Unterhaltungsformen der unteren und ländlichen Bevölkerungsschichten charakteristisch ist.
Über die Einführung in die Türkei gibt es verschiedene Meinungen: Eine davon ist, dass die Marionettenspiele kor kolçak und çadır hayal in Zentralasien Schattenspiele waren und von dort nach Anatolien gelangten. Nach einer anderen Ansicht kam das Schattenspiel zusammen mit den Schattenspielern in die Türkei, die Sultan Selim I. nach der Eroberung Ägyptens im Jahre 1517 mitgebracht hat. Möglicherweise kannten die zentralasiatischen Turkvölker seit dem 12. Jahrhundert Schattenspiele, in der Türkei sind sie erst seit dem 16. Jahrhundert nachweisbar. Das arabische Schattenspiel der ägyptischen Mamluken bestand aus großen Schattenfiguren, die mit denen des Karagöz wenig gemeinsam hatten.
Gegenüber anderen Formen des Theaters, insbesondere auch dem Spiel mit dreidimensionalen Puppen, hatte das Karagöz insofern einen Vorteil, als es menschliche Wesen nur sehr mittelbar abbildet und damit in geringerem Maße gegen das islamische Bilderverbot verstößt. Nach dem österreichischen Osmanisten Andreas Tietze fällt der Aufstieg des Schattentheaters deshalb auch nicht zufällig in eine Zeit, als sich die Macht der Ulema und ihr Einfluss auf das öffentliche Leben verstärkten.

## Rezeption
Europäische Reisende, die im 18. und 19. Jahrhundert Karagöz-Darbietungen beiwohnten, zeigten sich regelmäßig schockiert. Der englische Reisende Charles White schrieb:

„The pantomime and dialogue of the performers are beyond all endurance obscene. They would disgust the most abandoned of our most profligate classes. The tolerance of these spectacles, which abound during the nights of Ramazan, throw great discredit upon the Turkish police, and inspire strangers with a most degrading opinion of the
morality of the people, the more so since half the spectators are youths or children; nay, the exhibition is sometimes demanded by and permitted in the harems of the wealthy.“

„Die Gesten und Dialoge sind unerträglich obszön und würden bei uns selbst in den verworfensten und lasterhaftesten Schichten Ekel erregen. Dass dergleichen Darbietungen, die in den Nächten des Ramadan überall zu sehen sind, toleriert werden, wirft ein sehr schlechtes Licht auf die türkische Polizei und vermittelt Fremden eine sehr niedrige Meinung von der Moral der Bevölkerung – umso mehr, als über die Hälfte des Publikums Jugendliche und Kinder sind und sogar in den Harems der Wohlhabenden dergleichen manchmal verlangt und aufgeführt wird.“

Und der französische Diplomat François Pouqueville ist nicht weniger angewidert:

„It cannot be said that they have any shews or dramatic spectacles: for we ought not to give that name to the indecent scenes of the puppet-shew kind, which those men, so jealous of their wives, cause to be represented in their families. “The hero of the piece” said M. Sevin, whose words I quote, “is an infamous wretch whom they call Caragueuse, and who appears on the stage with all the attributes of the famous god of Lampsacus. In the first act he gets married, and consummates the ceremony in the presence of the honest assembly: in the second act his wife lies in, and the child immediately begins a very filthy dialogue with its father.”“

„Man kann nicht sagen, dass sie [die Osmanen] irgendwelche Aufführungen oder Schauspiele hätten, denn derart sollten wir die Art schamloser Puppenspiele nicht bezeichnen, die jene auf ihre Frauen so eifersüchtigen Männer ihren Familien vorführen lassen. „Der Held des Stücks“, sagt Hr. Sevin, den ich hier zitiere, „ist ein infamer Schurke namens Caragueuse, der auf der Bühne mit allen Attributen des berühmten Gottes von Lampsakos auftritt. Im ersten Akt heiratet er und vollzieht die Ehe angesichts der Hochzeitsgesellschaft, im zweiten Akt gebiert seine Frau und das Neugeborene beginnt sogleich einen überaus unzüchtigen Dialog mit seinem Vater.““

Dass die Figuren in früheren Zeiten in sexueller Hinsicht sehr explizit waren, ist durch erhaltene Figuren aus dem 17. und 18. Jahrhundert belegt, die einen beweglichen, also eregierbaren Penis aufweisen. Dass die Figuren des Karagöz meist nur eine Bewegungsmöglichkeit besitzen, weist auf die Bedeutung dieser speziellen Funktion in jener Zeit hin. Gérard de Nerval berichtet 1843, dass in einem der Stücke Karagöz vorgibt, ein heiliger Mann zu sein, dann jedoch richtet sich sein enormer Penis auf wie ein Pfahl, den in der Folge Frauen verwenden, um Wäscheleinen zu befestigen, und Reiter kommen vorbei, die ihre Pferde daran festbinden. Nach Beginn der Tanzimat-Reformen fielen die grotesken Elemente jedoch der Zensur zum Opfer, wie Théophile Gautier 1854 zufrieden berichten konnte. Dror Ze'evi meint allerdings, die Autoren und Spieler hätten sich offiziellen Maßnahmen vorgreifend vermutlich selbst zensiert.
Während des Osmanischen Reiches gelangte das Karagöztheater auch nach Griechenland, wo es bis heute unter dem Namen Karagiozis (Καραγκιόζης) populär ist. Die Hauptfigur Karagiozis des griechischen Volkstheaters verkörpert den einfachen, armen, bauernschlauen Griechen, der sich tapfer gegen die osmanische (als Fremdherrschaft empfundene) Obrigkeit behauptet. Die Entscheidung der UNESCO im September 2009, das Karagöz-Theater auf türkischen Vorschlag in die Repräsentative Liste des immateriellen Kulturerbes der Menschheit aufzunehmen, löste in Griechenland verhaltenen Protest aus.
Als die Osmanen in den arabischen Ländern Nordafrikas herrschten, wurde Karagöz auch dort eingeführt. In Tunesien kamen neben anderen Nationalitäten Schwarzafrikaner unter den Puppenfiguren vor. Als Geräuschinstrumente dienten die Metallklappern chkachek (shaqshaq).